# Pseudopolydora reticulata
Pseudopolydora reticulata är en ringmaskart som beskrevs av Radashevsky och Yin Tang Hsieh 2000. Pseudopolydora reticulata ingår i släktet Pseudopolydora och familjen Spionidae. Inga underarter finns listade i Catalogue of Life.